# Tatort: Bienzle und der steinerne Gast
Bienzle und der steinerne Gast ist eine Folge der Krimireihe Tatort. Die Erstausstrahlung des vom Südwestrundfunk unter der Regie von Hartmut Griesmayr produzierten Beitrags fand am 25. Juli 2004 im Ersten Deutschen Fernsehen statt. Es handelt sich um die 571. Episode der Filmreihe sowie die 19. mit dem Stuttgarter Kommissar Ernst Bienzle.

## Handlung
Die Kommissare Bienzle und Gächter werden zur Stuttgarter Oper gerufen. Bei der Feier nach der Premiere eines neuen Stücks wurde der HNO-Arzt und enge Berater des Ensembles, Dr. Arnulf Sontheim, erstochen aufgefunden. Bienzle wird sogleich von Intendant Bartholdy empfangen, der sich nicht vorstellen kann, wer den beliebten Arzt umgebracht haben könnte. Bei der Vernehmung der Anwesenden ist zunächst der Beleuchter Conrad Lechner auffällig, der wegen eines Gewaltdelikts vorbestraft ist.
Bei der Suche nach einem Motiv tritt Bienzle auf der Stelle. Von Cassian Pfeiffer, einem der Sänger der Oper, erhofft er sich Hinweise, da dieser sehr eng mit dem Opfer befreundet war. So nach und nach hat Bienzle allerdings den Eindruck, dass die angebliche Beliebtheit des Arztes mehr aus Abhängigkeitsverhältnissen bestand, die er besonders bei seinen weiblichen Patienten ausnutzte. Er behandelte nahezu alle Sänger der Oper und umsorgte sie auffallend eng. Einzig Robert van Dahlen, der nach einer Stimmbandlähmung nicht erfolgreich behandelt werden konnte und nun nicht mehr singen kann, hat keine gute Meinung von Sontheim. Seine Erkrankung rührt von einer Botoxvergiftung her, die er sich angeblich nach dem Genuss von verdorbenem Kaviar zugezogen hatte. Nach Bienzles Recherche hat ihm jedoch jemand das Gift gezielt in den Kaviar gemischt. So findet er heraus, dass Robert van Dahlen sich tatsächlich deshalb bei Sontheim hatte rächen wollen und ihn deshalb erstochen hatte. Er ahnte nicht, dass er nicht von dem Arzt, sondern von Cassian Pfeiffer vergiftet wurde. Pfeiffers Tochter Sarah hatte aus Liebeskummer zu van Dahlen einen Selbstmordversuch unternommen und liegt seitdem im Koma. Ihre Eltern haben das bis heute nicht verwunden. Nachdem Sarah aus dem Koma nicht mehr erwachte und starb, lässt ihre Mutter, Gewandmeisterin der Oper, einen Bühnenscheinwerfer auf van Dahlen fallen und verletzt ihn leicht. Während Bienzle diesen Mordanschlag untersucht, tritt Cassian Pfeiffer in Trauer und Wut offen vor van Dahlen und sticht ihn nieder. Bienzle kann nicht mehr rechtzeitig eingreifen und nimmt Pfeiffer fest.

## Hintergrund
Die Dreharbeiten zu Bienzle und der steinerne Gast erfolgten vom 1. bis zum 28. Juli 2003 in Stuttgart, Karlsruhe und Baden-Baden.

## Rezeption

### Einschaltquoten
Bei der Erstausstrahlung am 25. Juli 2004 haben 7,09 Millionen Zuschauer die Sendung verfolgt, was einem Marktanteil von 23,3 Prozent entsprach.

### Kritik
Rainer Tittelbach von tittelbach.tv meint sehr ernüchternd: „Hubys Krimis waren schon mal inspirierter und ambitionierter. Auch seine Dialoge stammten nicht immer aus dem Handbuch der Klischees. Als Intrigantenstadel mit einem Füllhorn falscher Fährten und mit absoluter Mitrate-Garantie funktionieren seine kriminalistischen Erfindungen aber fast (noch) immer. Wer also nur dem Täter und Schauspielern wie Jürgen Tarrach, Max Gertsch oder Maren Kroymann auf der Spur sein will - der liegt bei ‚Bienzle und der steinerne Gast‘ richtig. Aber die jüngeren Zuschauer?!“
Die Kritiker der Fernsehzeitschrift TV Spielfilm sehen das ähnlich, finden der Tatort bietet „leider nur getragenes Tempo und flache Witze“ und resümieren: „Mer müsset leider sage: verschnarcht.“